# Путь Императора
Путь императора — многопользовательская стратегия с элементами ролевой игры, разработанная компанией UserJoy Technologies и выпущенная на российский рынок при поддержке Nival. Оригинальное название игры — Kingdom Heroes 2 Online. Дистрибутив игры абсолютно бесплатен, плата за подписку не взимается, имеется внутриигровой магазин.

## Мир
Тысячи лет стояла Поднебесная империя и правила необъятными землями назло врагам, которые лишь беззвучно копили силы — до определенного момента. Увы, внезапно вспыхнувшее восстание раздробило некогда счастливую страну, и могучие генералы объединились, чтобы положить конец распрям. Успешно отбив нападение мятежников, полководцы, вопреки чести, возжелали большей власти. Резня за пустой трон длилась до тех пор, пока страна не разделилась натрое. Север заполучил бесстрашный Цао Цао, юг — Лю Бэй, а восток — Сунь Цзянь. Каждый из них является законным наследником трона, но мотивы их разнятся — как и тех, кто присягнул им на верность. Игрок попадает в разгар конфликта, когда на поставлена судьба целой империи.

## Герои
После регистрации игрок может выбрать класс своего героя. На выбор ему предложены:
Стратег — способен управлять большими войсками, поддерживать их в бою лечащими и укрепляющими заклятьями. Способен оживлять павших товарищей
Воин — мастер ближнего боя, нечасто полагающийся на помощь соратников, зато неплохо работающий в одиночку.
Охотник — профессиональный убийца, способный вести за собой небольшое войско
Чародей — мастер заклинаний, управляющий разрушительными стихиями.

## Войска
Каждый игрок, будучи прирожденным полководцем, способен брать в подчинение рекрутов. Их количество зависит от выбранного героя: стратеги могут набирать до шести боевых единиц, тогда как воины и маги — всего два. Подчиненным необходимо менять экипировку, следить за состоянием их здоровья, а впоследствии — выбирать направление их развития.
Новобранцы-мужчины могут стать фехтовальщиками, щитоносцами, лучниками, копейщиками, крушителями и легкими кавалеристами. Женщинам доступны профессии ассасина, танцовщицы, мечницы, лучницы (пешей и конной) и мастера боевых искусств. Повышение ранга подразумевает не только рост характеристик, но и появление новых способностей.
Игрок может задавать последователям не только модель поведения, но и формировать боевой порядок. Образуются мини-отряды, которые в итоге вырастают в настоящую армию.

## Присяга
Игрок, завершивший обучение, обязан принести присягу одному из трех великих полководцев. Этот выбор определит сторону, на которой ему предстоит сражаться всю оставшуюся жизнь.

## Кланы
Укрепление границ владений господина — одна из многих целей, доступных любому игроку. Для захвата городов и эффективного управления ими в «Пути императора» имеются кланы. Вступив в клан, игрок получает не только поддержку со стороны коллег, но и возможность влиять на экономику провинции, право на участие в турнирах и многие другие бонусы.

## Экономика
В «Пути императора» только гильдиям доступно управление городами. Селения пополняют казну клана, усиливают бойцов в непосредственной близости и являются весомым дипломатическим элементом. Их можно укреплять, готовя к осаде, или просто отдать враждующей нации за тактическую уступку.

## Война царств
Ключевым событием «Пути Императора» является Война царств. Она проводится два раза в неделю, по средам и воскресеньям, на специальном канале. В эти времена игрок может захватывать города, уничтожать целые гильдии и серьёзным образом менять политическую карту Империи. За каждое убийство он получит очки заслуг, которые обмениваются на особую награду: от бирки до повышения навыков.

## Дополнение «Пламя свободы»
26 мая 2011 года компания «Нивал» выпустила расширение для «Пути Императора» под названием «Пламя свободы». В него вошли новые боссы, локации и предметы, гильдиям стали доступные новые задания и техника, а игрок может легко изменять свою внешность и развиваться вплоть до 200 уровня.

## Закрытие проекта «Путь Императора»
1 октября 2011 года в 12:00 (время московское) сервер проекта «Путь императора» был отключен.